# Craibia crassifolia
Craibia crassifolia là một loài thực vật có hoa trong họ Đậu. Loài này được (Harms) Dunn miêu tả khoa học đầu tiên năm 1911.